# Naučná stezka Za záchranu lesa
Naučná stezka Za záchranu lesa je naučná stezka (turistická trasa a cyklostezka) vedoucí přes území Břehy a části Lohenice města Přelouč v okrese Pardubice a v Pardubickém kraji. Nachází se také na pravém břehu veletoku Labe a v Přeloučské kotlině, která je součástí geomorfologického podcelku Pardubická kotlina.

## Historie a popis
Naučná stezka Za záchranu lesa byla slavnostně otevřena 26. června 2019. Netradičním důvodem vzniku této stezky byl protest proti plánované těžbě štěrkopísků v Lohenicích, který souvisí s kácením lesa v okolí města Přelouče. Je zaměřena na místní přírodní bohatství, které mohlo být těžkou ohroženo a tedy také na ekologii, geologii, přírodu, krajinu, těžbu surovin a hornictví. Má pět zastavení s informačními panely. Zřizovatelem stezky je Spolek obcí a občanů proti těžbě štěrkopísku v Lohenicích.

### Trasa
Trasa naučné stezky začíná u Autokempu Buňkov a vede nejprve na sever a kolem rybníka Buňkov přes Výrov až na jih k Lohenicím. Pak se vine na východ kolem písníků Mělice II a Mělice I až k silnici z Mělice do Živanic. Stezka je dlouhá 4 km, její převýšení je malé.

## Další informace
Naučná stezka je celoročně volně přístupná. Navazuje a částečně se prolíná s naučnou stezkou Kolem rybníka Buňkov a mezinárodní Labskou cyklotrasou (2) a cyklotrasu 4041.